# Waldemar Krzystek
Waldemar Krzystek, né le 23 novembre 1953 à Swobnica en Silésie, est un scénariste et réalisateur polonais, Son film 80 Million est proposé à l'Oscar du meilleur film en langue étrangère pour la 85e cérémonie des Oscars, en 2012.

## Filmographie
- 2014 : Fotograf
- 2011 : 80 Million
- 2008 : Mała Moskwa - Lion d'or au Festival du Film Polonais de Gdynia
- 2000 : Nie ma zmiłuj
- 1995 : Polska śmierć
- 1992 : Fausse Sortie (Zwolnieni z życia)
- 1989 : Le Dernier Ferry (Ostatni prom) (présenté au festival de Cannes de 1990 dans la section Un Certain Regard)
- 1987 : W zawieszeniu
- 1984 : Powinowactwo
- 2013 : Anna German : le secret de l'aigle blanc